# باقر جبر الزبيدي
باقر جبر صولاغ الزبيدي هو سياسي عراقي ووزير سابق، ولد سنة 1946 في محافظة ميسان وهو عضو في المجلس الإسلامي الشيعي الأعلى وبعد خروجه من المجلس الاعلى قام بتأسيس حركة إنجاز سنة 2016 وهي حركة مدنية ، لديهِ ماجستير في الهندسة المدنية.
في أيام المعارضة كان يُسَمى باسم بيان جبر صولاغ في أيام حكم صدام حسين.
في العام 2004 أيام حكومة رئيس الوزراء الأسبق إياد علاوي تولى منصب وزير الإعمار والإسكان، ثم في حكومة إبراهيم الجعفري في 2005 شغل منصب وزير الداخلية واتُهِمَ بإنشائهِ لسجون سرية لِدرجة أن سكان منطقة الأعظمية خرجوا بمظاهرات ضده مطالبين بإقالته.[بحاجة لمصدر]
وفي حكومة رئيس الوزراء السابق نوري المالكي الأولى (2006 - 2010) تولى بيان جبر منصب وزير المالية،[بحاجة لمصدر] وفي 2010 أصبح عضواً في البرلمان العراقي. وفي الانتخابات الأخيرة عام 2014 لمجلس النواب العراقي صوت لهُ حوالي 62 ألف وتربع في صدارة كتلة المواطن وحل بالمرتبة الثالثة في محافظة بغداد بعد نوري المالكي وإياد علاوي وكان يشغل منصب وزير النقل والمواصلات في حكومة رئيس الوزراء الدكتور حيدر العبادي 2014.[بحاجة لمصدر]